# Siloam Springs
Siloam Springs is een plaats (city) in de Amerikaanse staat Arkansas, en valt bestuurlijk gezien onder Benton County.

## Demografie
Bij de volkstelling in 2000 werd het aantal inwoners vastgesteld op 10.843.
In 2006 is het aantal inwoners door het United States Census Bureau geschat op 14.141, een stijging van 3298 (30,4%).

## Geografie
Volgens het United States Census Bureau beslaat de plaats een oppervlakte van
27,3 km², geheel bestaande uit land. Siloam Springs ligt op ongeveer 350 m boven zeeniveau.

## Plaatsen in de nabije omgeving
De onderstaande figuur toont nabijgelegen plaatsen in een straal van 16 km rond Siloam Springs.